# 莪术二酮
莪术二酮或称为姜黄二酮、莪二酮（英語：Curdione）是一种倍半萜类有机化合物，分子式C15H24O2，存在于姜黄属的温郁金（Curcuma wenyujin）等植物中。